# SN 2007rk
SN 2007rk – supernowa typu Ia odkryta 2 listopada 2007 roku w galaktyce A034217+0103. W momencie odkrycia miała maksymalną jasność 22,20m.